# Lorenzo Ferrari
Lorenzo Ferrari (Brescia, 19 de noviembre de 1999) es un deportista italiano que compite en tiro, en la modalidad de tiro al plato. Ganó una medalla de bronce en el Campeonato Mundial de Tiro al Plato de 2022, en la prueba de foso por equipo.

## Palmarés internacional
| Campeonato Mundial | Campeonato Mundial | Campeonato Mundial | Campeonato Mundial |
| Año                | Lugar              | Medalla            | Prueba             |
| ------------------ | ------------------ | ------------------ | ------------------ |
| 2022               | Osijek (Croacia)   | Medalla de bronce  | Foso por equipo    |